# Камешниця (село)
46°07′ пн. ш. 16°30′ сх. д. / 46.12° пн. ш. 16.50° сх. д.
Камешниця (хорв. Kamešnica) — населений пункт у Хорватії, у Копривницько-Крижевецькій жупанії у складі громади Кальник.

## Населення
Населення за даними перепису 2011 року становило 188 осіб.
Динаміка чисельності населення поселення: